# Carmen Ros Nortes
Carmen Ros Nortes HNSC, (Espinardo, Murcia, 20 de diciembre de 1953) es una religiosa y misionera española. Subsecretaria de la Congregación para los Institutos de Vida Consagrada y Sociedades de Vida Apostólica (desde el 23 de febrero de 2018).

## Biografía
Carmen Ros nació en el barrio murciano de Espinardo en 1953. Se unió a las Hermanas de Nuestra Señora de la Consolación, fundada por Rosa Molas Vallvé, donde hizo su profesión perpetua el 19 de enero de 1986. Tras licenciarse en Ciencias humanas y Pedagogía Catequética en España, se licenció en Teología, especialidad en Mariología, en la Pontificia Facultad Teológica Marianum (Roma, 1985).
Ha servido en varios cargos dentro de su Orden y trabajó como misionera en Corea del Sur.
El 1 de enero de 1992 se incorporó al personal de la Congregación para los Institutos de Vida Consagrada y las Sociedades de Vida Apostólica y trabajó en varios de sus departamentos, incluso como profesora en el Studium, en su escuela de Teología y de Derecho para la vida consagrada. El Papa Francisco la nombró subsecretaria del mismo el 23 de febrero de 2018.
Fue enviada especial de la Congregación al séptimo Encuentro Latinoamericano y Caribeño de la Vida Consagrada en Quito (Ecuador, 2014).
El 16 de febrero de 2023 fue confirmada como subsecretaria del Dicasterio para los Institutos de Vida Consagrada y Sociedades de Vida Apostólica usque ad septuagesimum secundum annum aetatis.